# Rue Beccaria
Die Rue Beccaria ist eine Straße im 12. Arrondissement von Paris in Frankreich.

## Lage
Die Straße beginnt an der Rue de Charenton als reine Fußgängerstraße. Nach der Querung des Boulevard Diderot führt sie als Einbahnstraße (Nord–Süd) zum Place d’Aligre.

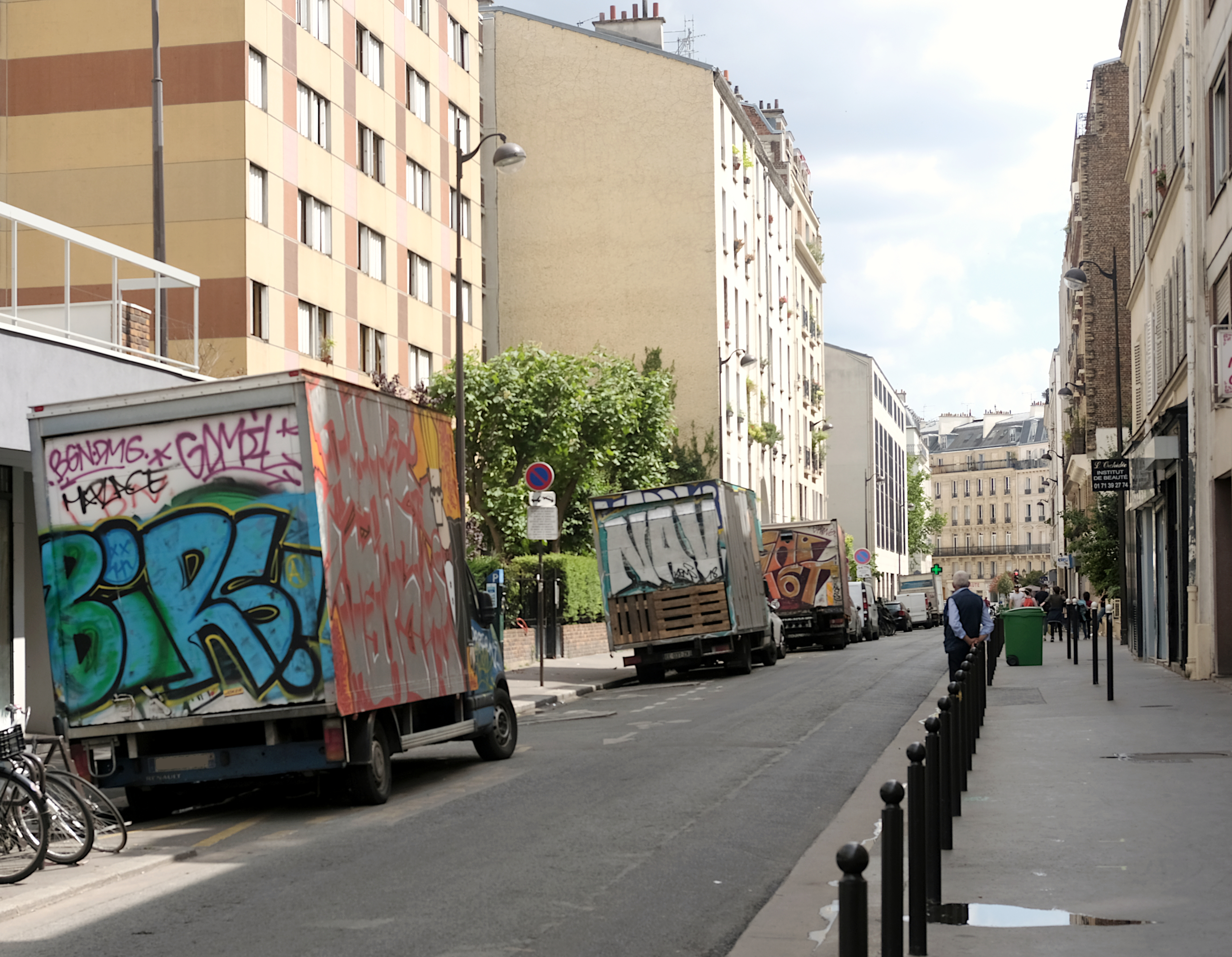

Sie besteht hauptsächlich aus Wohngebäuden relativ neuen Ursprungs (nach 1950). An Markttagen parken hier vor allem die Wagen der Marktbeschicker vom Place d’Aligre.

## Namensursprung
Die Straße ist nach dem italienischen Rechtsphilosophen und Strafrechtsreformer Cesare Beccaria (* 15. März 1738 in Mailand; † 28. November 1794) benannt. Es wird vermutet, dass bei der Namensgebung (Umbenennung) die Nähe zum Gefängnis von Mazas eine Rolle gespielt hat.

## Geschichte
Die Straße wurde durch ein Patent vom 17. Februar 1777 auf dem Nebengelände der ehemaligen Abtei Saint-Antoine-des-Champs unter dem Namen „Rue Beauvau“ eröffnet, da der Markt von Beauvau-Saint-Antoine (heute Marché d’Aligre) in der Nähe lag.

## Sehenswürdigkeiten
Auf dem Platz am südlichen Beginn der Straße steht ein Wallace-Brunnen. 
Der Künstler Invader hat eine Zeichnung am Eckhaus angebracht.